# Giuseppe Mancini (imprenditore)
Giuseppe Mancini (Rocca San Casciano, 16 ottobre 1922 – Busto Arsizio, 31 dicembre 2003) è stato un imprenditore, petroliere ed editore televisivo italiano.
Come imprenditore si occupò prevalentemente della distribuzione di prodotti petroliferi.
Originario di Rocca San Casciano, Mancini operava nella zona dell'Altomilanese tra Busto Arsizio e Legnano, dove c'erano i depositi dei suoi prodotti carbolubrificanti e dove collocò gli studi televisivi di TAM (Telealtomilanese), ricavati in un edificio a Busto Arsizio, tra i primi per le televisioni private; Giuseppe Mancini ne fu editore assieme al socio Renzo Villa. In seguito a varie vicissitudini tale emittente spostò gli studi in alcuni ex studi cinematografici di Cologno Monzese. L'intero pacchetto azionario di Telealtomilanese fu poi acquisita nella primavera del 1978 da Rizzoli Corriere della Sera. Gli stessi studi ospitano ora la sede operativa di Mediaset, in quanto Telealtomilanese, dopo l'esperienza come capofila del circuito Pin (prima rete indipendente) è confluita in Rete4.
Fu presidente della squadra di calcio della Pro Patria dal 1970 al 1972.
Mancini, oltre a possedere diverse attività commerciali, curò anche la distribuzione nel nord italia di un noto soft drink americano.
Morì nel 2003 per una malattia incurabile.